# Junkers Jumo 004
Jumo 004 var verdens første serieproducerede turbojetmotor. Der blev fremstillet ca. 8.000 enheder af Junkers i Tyskland i løbet af den sidste del af 2. verdenskrig.
Motorerne blev især anvendt i Messerschmitt Me 262 og Arado Ar 234 flyene.
- Wikimedia Commons har flere filer relateret til Junkers Jumo 004

| Motor | Spire Denne artikel om motorer og motordele er en spire som bør udbygges. Du er velkommen til at hjælpe Wikipedia ved at udvide den. |